# Pfam
Pfam és una àmplia col·lecció d'alineaments múltiples de seqüències i models ocults de Màrkov cobrint bona part de dominis proteics i famílies comuns. Per a cada família en Pfam es pot:
- Veure alineaments múltiples
- Revisar les arquitectures i organització dels dominis proteics
- Examinar la distribució d'espècies
- Seguir enllaços a altres bases de dades
- Veure estructures proteiques conegudes

Noteu que una única proteïna pot pertànyer a diverses famílies Pfam.
Pfam-A és la porció de la base de dades de famílies de proteïnes manualment gestionada, i conté al voltant de 9.000 entrades. Per cadascuna d'elles s'emmagatzema un alineament múltiple de seqüències de proteïnes i un model ocult de Markov. Aquests models ocults de Markov poden usar-se per buscar en bases de dades de seqüències amb el paquet HMMER. Llocs que aquestes entrades en Pfam-A no cobreixen totes les proteïnes conegudes, es proporciona un suplement generat automàticament denominat Pfam-B. Pfam-B conté un bon nombre de famílies petites derivades de la base de dades PRODOM. Encara que de menor qualitat, les famílies Pfam-B poden resultar útils quan no es troben famílies Pfam-A.
La base de dades iPfam es construeix sobre les descripcions de dominis de Pfam. Investiga si diferents proteïnes descrites conjuntament en la base de dades PDB d'estructura de proteïnes es troben prou properes per interaccionar potencialment.